# Elizabeth Janeway
Elizabeth Janeway, pseudonimo di Elizabeth Ames Hall (Brooklyn, 7 ottobre 1913 – Rye, 15 gennaio 2005), è stata una scrittrice e critica letteraria statunitense.

## Opere (parziale)
- 1945 - Daisy Kenyon
- 1960 - The Third Choice (La terza scelta)
- 1971 - Man's world, woman's place

## Al cinema
Nel 1947 dal suo bestseller Daisy Kenyon il regista Otto Preminger trasse il film L'amante immortale con Joan Crawford ed Henry Fonda.